# Райтнау
Райтнау (нем. Reitnau) — коммуна в Швейцарии, в кантоне Аргау.
Входит в состав округа Цофинген. Официальный код — 4281.

## История
На 31 декабря 2007 года население составляло 1173 человека.
1 января 2019 года к коммуне Райтнау присоединена бывшая коммуна Аттельвиль.
Население на 31 декабря 2020 года — 1519 человек.